# Metro van Baltimore
De metro van Baltimore (bijnaam: Metro Subway) maakt deel uit van het stedelijk spoorvervoer in Baltimore, de grootste stad van Maryland. De metro bestaat uit één lijn met een lengte van 24,5 kilometer, waarvan het eerste gedeelte opende in 1983. Dagelijks reizen circa 18.000 mensen op het traject. Het vervoer wordt uitgevoerd door de overheidsorganisatie Maryland Transit Administration. MTA Maryland verzorgt eveneens bus- en treinvervoer binnen deze staat en is ook verantwoordelijk voor de Baltimore Light Rail, twee lightraillijnen die in de jaren negentig openden.

## Voorgeschiedenis
Net als in vele van de grote steden in de VS reden de eerste trams in Baltimore al voor het jaar 1900. Deze streetcars werden eerst nog voortgetrokken door paarden, later voortbewogen door een kabeltram en weer later gevoed door elektriciteit. Na de Tweede Wereldoorlog werden de tramlijnen stuk voor stuk opgedoekt en bussen namen de vervoersdiensten over. In de jaren zestig werden voor het eerst plannen gemaakt voor een metro, deels met als doel de ontstedelijking een halt toe te roepen. In vergelijking met een tram heeft een metro een hogere snelheid, meer capaciteit en meer snelheid. Daarnaast neemt hij minder tot geen plaats in. In 1968 verscheen er een studierapport met een voorstel voor een netwerk met zes lijnen, die uitwaaieren vanuit één centraal metrostation. Dit plan sterk leek op de ontwerpen die tegelijkertijd gemaakt werden voor de metro van Washington.

## Metrolijn
In 1972 werd een gereduceerd plan van 45 kilometer lengte goedgekeurd, waarvan de bouw vier jaar later begon. Het eerste deel van de lijn (Charles Center - Reisterstown) kwam gereed in 1983. In 1987 volgde een verlenging van circa tien kilometer (6 mijl) tot de Owings Mills Mall in Owings Mills. In 1995 werd een gedeelte in het centrum van Baltimore toegevoegd naar het Johns Hopkins-ziekenhuis. Hiermee werd de geplande U-vormige 'Groene Lijn' maar voor de helft voltooid. Zowel vanwege financiële beperkingen, als door lokale oppositie – de gedachte heerste dat een metro criminelen naar de voorsteden zou kunnen vervoeren – werd maar een klein deel van het oorspronkelijke plan uitgevoerd. De geplande noordzuidlijn werd in de jaren negentig vervangen door een klein lightrailproject. De geplande oostwestlijn (de Rode Lijn) zou eveneens als lightrail worden uitgevoerd, maar werd in 2015 definitief van tafel geveegd toen de gouverneur van Maryland Larry Hogan 900 miljoen dollar aan federale financiering afwees.
Hoewel de bijnaam Metro Subway anders doet vermoeden, bevindt meer dan de helft van de sporen zich bovengronds; in het centrum is een tunnel gegraven, maar binnen de noordwestelijke voorsteden rijden de treinen op grondniveau en voor een klein deel over een verhoogde baan.

## Stations en materieel
De ondergrondse stations liggen 16 tot 34 meter onder straatniveau. Zij werden gebouwd met de openbouwputmethode, in tegenstelling tot de stukken tussen de stations, dit zijn geboorde tunnels. De perronlengte bedraagt 137 meter, voldoende voor treinen met zes wagens. Enkele van de bovengrondse stations, die verder van het centrum afliggen kennen grote parkeerplaatsen en fungeren als parkeer en reisvoorzieningen. De voeding van de metro geschiedt via een derde rail, die 700 volt gelijkspanning afgeeft.
Het rollend materieel werd door de Budd Company gebouwd en de wagens zijn hetzelfde als die van de metro van Miami, waarvoor de opdracht tegelijkertijd werd gegeven. Een metrotrein bestaat uit twee, vier of zes rijtuigen, omdat deze per paar aan elkaar vast zitten. De rijtuigen zijn ieder 22,9 meter lang, 3,05 meter breed en 3,35 meter hoog, bij een gewicht van 35 ton. De gemiddelde snelheid inclusief stops bedraagt ongeveer 48 km/u. De MTA bezit zo'n 100 treinen, waarvan ongeveer de helft in de spits worden gebruikt.

## Galerij

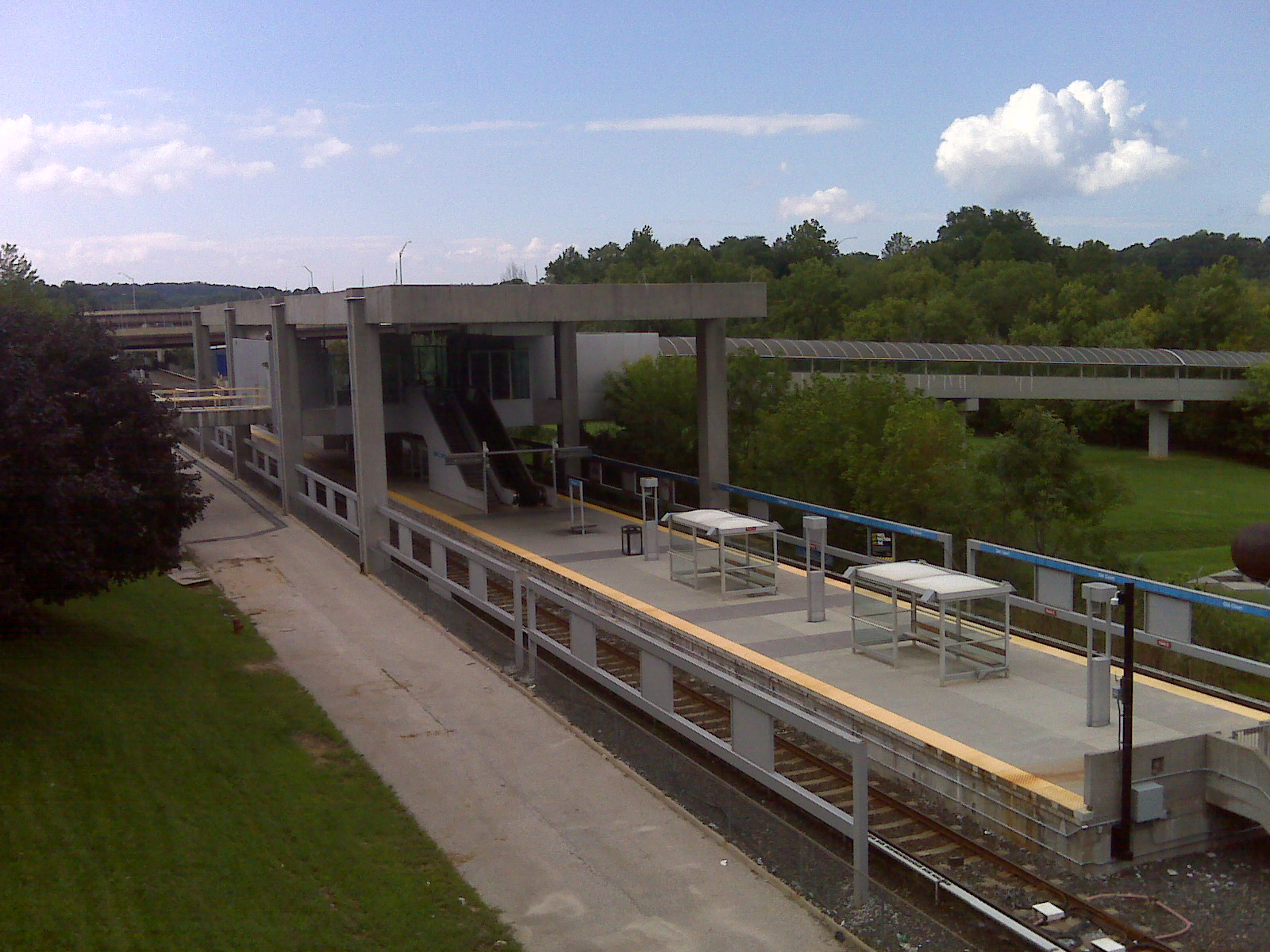
Station Old Court
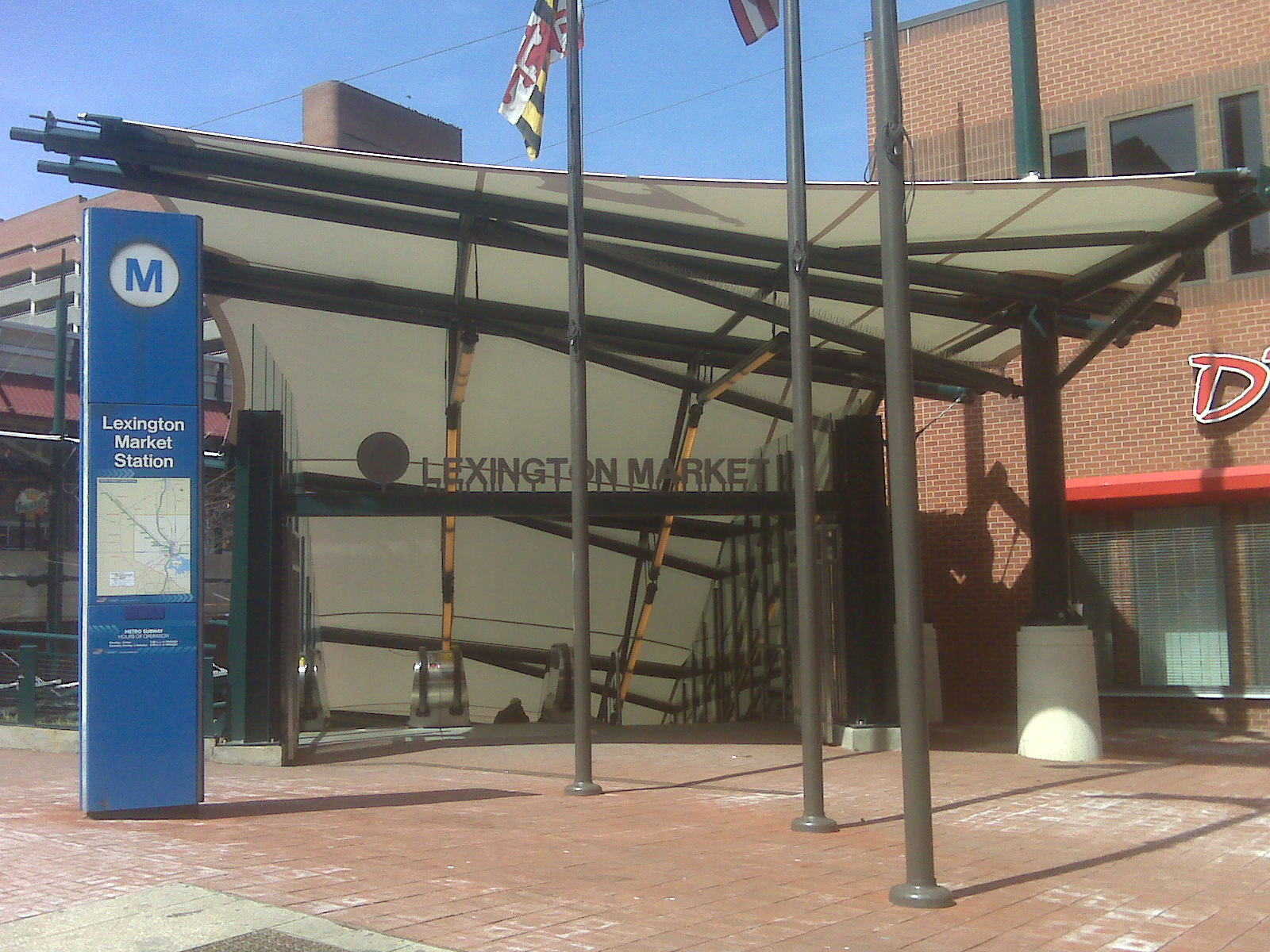
Entree van Lexington Market
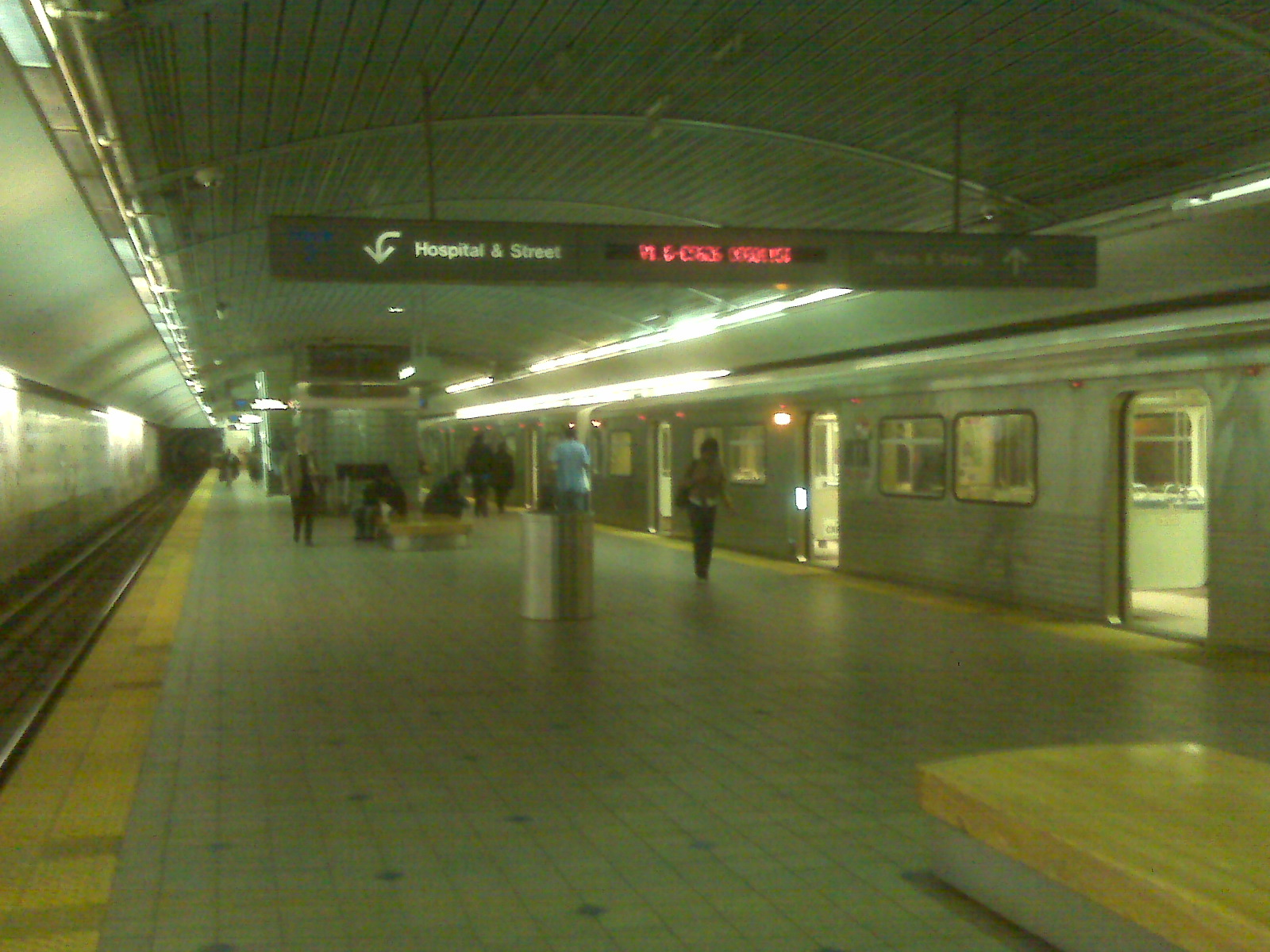
Het westelijke eindstation, dat zich vlak bij het Johns Hopkins Hospital bevindt
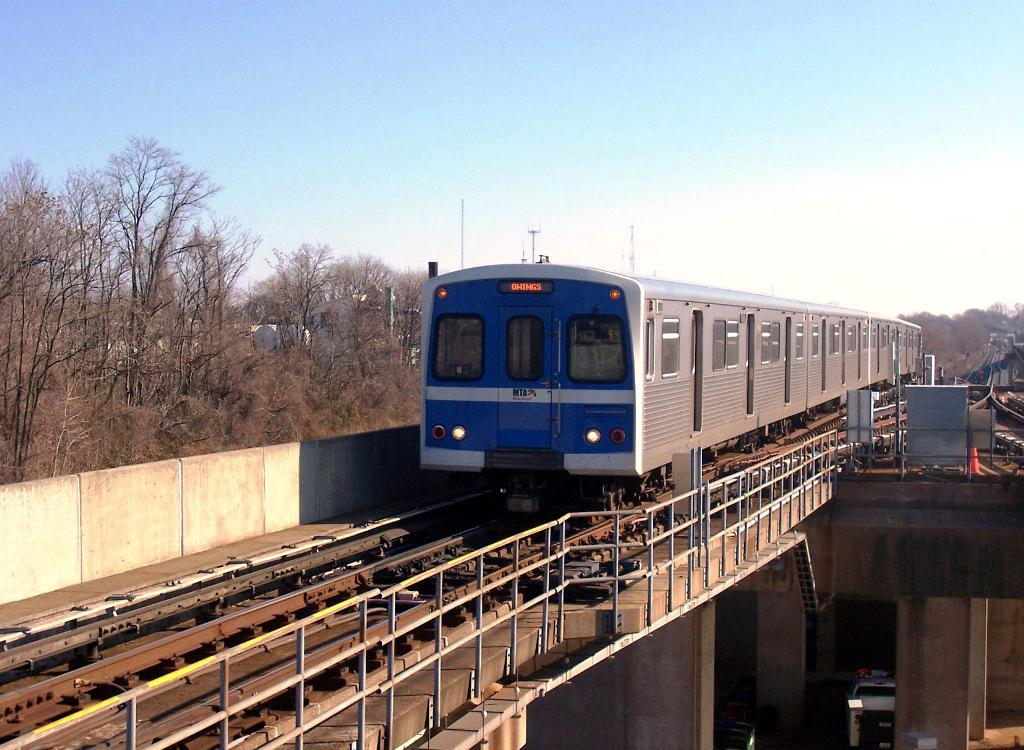
Een metrotrein nadert het station Reisterstown
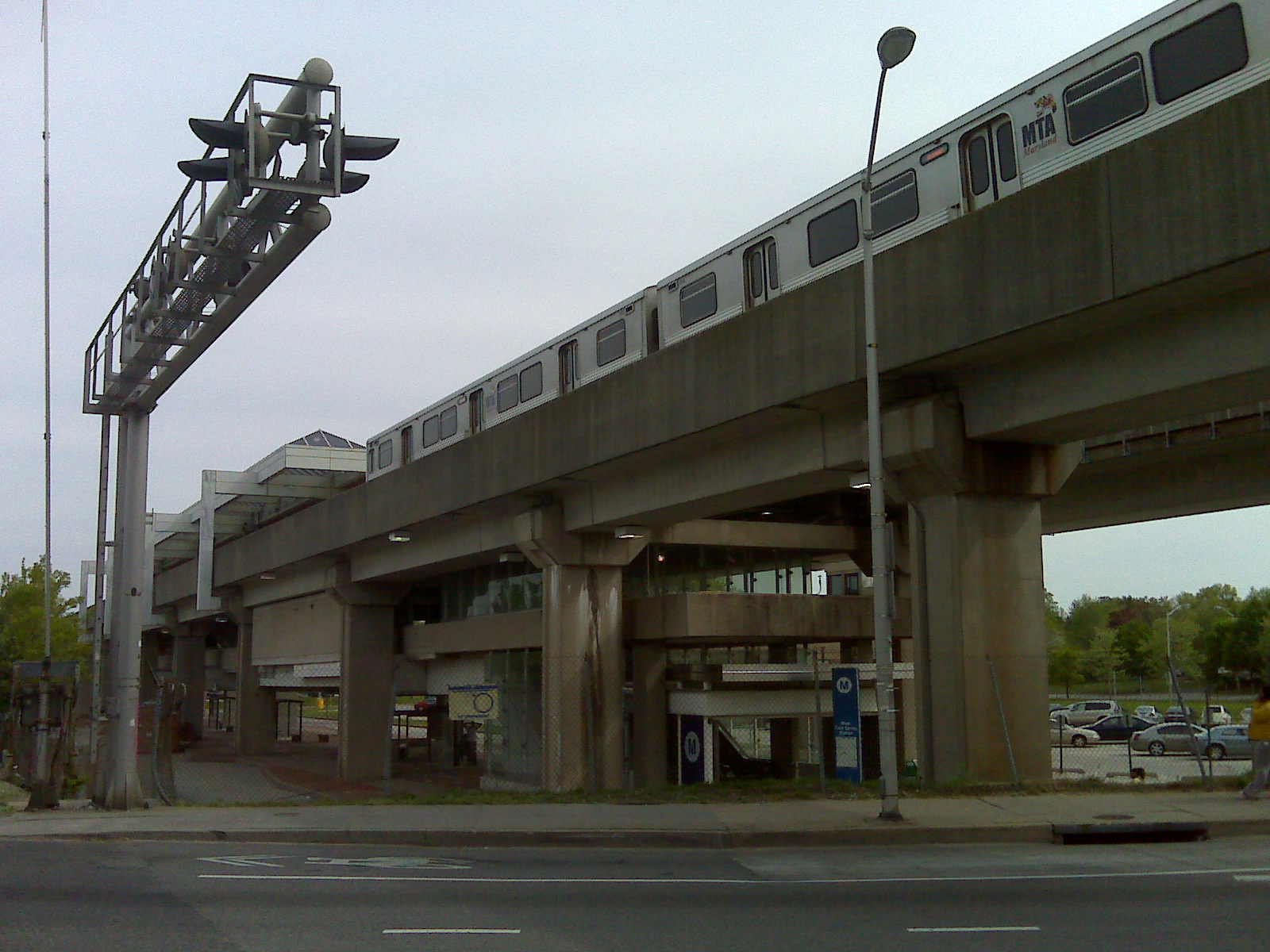
Het verhoogde station West Coldspring